# Fibrosi epidurale
La fibrosi epidurale o fibrosi peridurale è la formazione di tessuto fibroso, quindi di aderenze,  a livello epidurale.
Questa è una delle cause del dolore lombare e del dolore radicolare, nonché una delle cause cosiddetta «sindrome da fallimento chirurgico spinale», la Failed Back Surgery Syndrome.
La formazione di aderenze a livello spinale può infatti intrappolare in porzioni di tessuto fibroso i nervi spinali, i quali non sono più liberi di scorrere liberamente, cominciando a trasmettere informazioni algiche. Questa situazione si può così tradurre in dolore sia a livello del dermatomero coinvolto, sia a livello lombare.
Il trattamento consiste nell'epidurolisi.